# Xylopia aethiopica
Il pepe di Selim (Xylopia aethiopica (Dunal) A.Rich.) è una pianta appartenente alla famiglia delle Annonaceae. Originaria dell'Africa tropicale, i suoi frutti vengono utilizzati come spezia.

## Descrizione

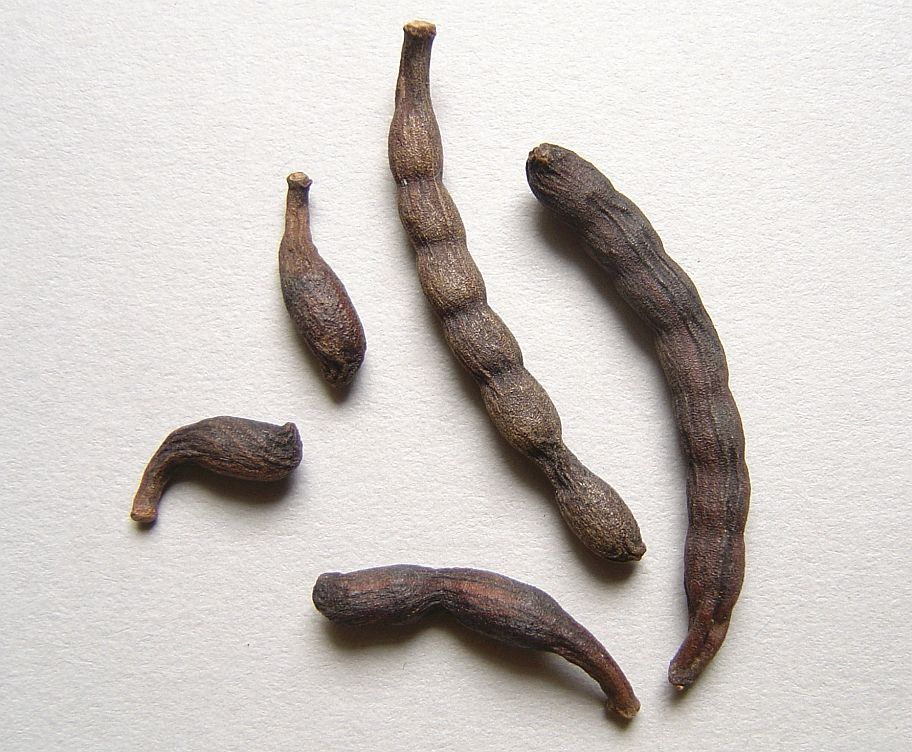
Frutti di X. aethiopica

X. aethiopica è un albero sempreverde, snello, grande, aromatico, che raggiunge un'altezza compresa tra 15 e 30, metri e diametro del tronco da circa 50 a oltre 60 cm. Forma un tronco diritto, una chioma ramificata e talvolta radici a contrafforte. La corteccia grigio-marrone è liscia o fessurata verticalmente e si stacca facilmente. La corteccia dei rami è di colore che va da rosso-bruno a nerastro, inizialmente lanuginosa, successivamente liscia o più o meno rugosa. Sono presenti molte lenticelle.
Le foglie, disposte alternativamente sui rami, sono costit uite da un picciolo e da una lamina fogliare. Il corto picciolo, lungo 4–9 mm, è quasi glabro. La lama fogliare semplice, leggermente coriacea, è lunga da 8 a 16,5 cm e larga da 2,8 a 6,5 cm, ha una forma ovata, lanceolata o ellittica con margine fogliare intero. La superficie fogliare è verde-bluastra, glabra superiormente e glabra o con peluria fine brunastra inferiormente.
I fiori sono ascellari e sono solitari o in gruppi fino a sette.
I fiori profumati, ermafroditi e triplici hanno un doppio perianzio. I petali sono di colore bianco-verdastro, color crema o gialli, liberi e finemente pelosi, coriacei e aperti.
Nell'Africa occidentale ci sono due stagioni di fioritura all'anno, da marzo a luglio e da ottobre a dicembre.
I frutti sono dei follicoli digitiformi di colore che va dal verdastro a leggermente rossastro e con più semi. I follicoli diritti o leggermente contorti sono lunghi da 3,5 a 8 cm e hanno un diametro da 4 a 8 mm. I singoli frutti contengono da 4 a 12 semi in fila singola. I semi sono ellissoidali, di colore brunastro o nero lucido e misurano da 5 a 7 mm. Il guscio del frutto è aromatico, ma i semi veri e propri non lo sono. Nell'Africa occidentale i frutti maturano secondo i periodi di fioritura da dicembre a marzo e da giugno a settembre.

## Distribuzione e habitat
Il pepe di Selim è nativo dell'Africa tropicale e cresce principalmente in climi tropicali umidi.
La pianta prospera naturalmente nelle foreste pluviali e nei boschi di pianura nelle zone della savana africana e si trova comunemente nell'Africa occidentale, centrale e meridionale. Questa specie è diffusa nelle zone forestali umide e lungo i fiumi nelle zone più asciutte. Ad altitudini comprese tra 200 e 500 metri X. aethiopica trova buone condizioni con temperature medie annue comprese tra 20 e 31 °C e precipitazioni annue tra 1500 e 2500 mm.

## Usi
Il pepe di Selim era principalmente un sostituto del pepe nell'Europa antica e medievale. Dopo il XVI secolo, l’importazione del pepe nero dall’India ha quasi sostituito l’uso del pepe di Selim in Europa, ma oggi viene utilizzato principalmente in Africa.
Il sapore ricorda la noce moscata e il cubebe, è aromatico, piccante e leggermente amaro. I semi difficilmente conferiscono aroma, in quanto sono soprattutto i gusci a dare il sapore.